# May Whitty

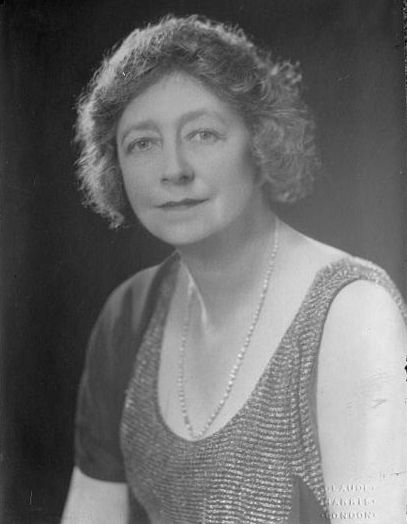
May Whitty

Dame May Whitty DBE (* 19. Juni 1865 in Liverpool; † 29. Mai 1948 in Beverly Hills, Los Angeles, Kalifornien; eigentlich Mary Louise Whitty) war eine britische Schauspielerin, die als eine der großen britischen Bühnenschauspielerinnen ihrer Zeit galt und heute vor allem noch durch ihre späte Filmkarriere in Produktionen wie Eine Dame verschwindet oder Mrs. Miniver bekannt ist. 

## Biografie
May Whitty wurde 1865 als Mary Louise Whitty in Liverpool geboren. Die Tochter des Verlegers der Liverpool Post wirkte 1881 im Alter von 16 Jahren erstmals bei einer öffentlichen Ballett-Aufführung mit. 1882 absolvierte Whitty ihr Debüt im Londoner West End. Später erhielt sie ein Engagement am St. James Theatre, wo sie jedoch häufig auf den Part der zweiten Besetzung abonniert war. Whitty schloss sich daraufhin einem Wandertheater an, wo sie an Hauptrollen gelangte und sich in den folgenden Jahrzehnten als eine der bekanntesten Theaterdarstellerinnen Großbritanniens etablierte. 1895 reiste sie erstmals in die USA, wo sie ihr Debüt auf dem New Yorker Broadway feierte. Ihre Filmkarriere begann 1914 mit einer Nebenrolle in Percy Nashs Stummfilm Enoch Arden, der von einem Gedicht Alfred Lord Tennysons inspiriert wurde. Ein Jahr später agierte sie erneut unter Nashs Regie in dem romantischen Drama The Little Minister, das auf dem gleichnamigen Stück des renommierten Dramatikers J. M. Barrie basiert. Während des Ersten Weltkriegs widmete sich May Whitty u. a. der Truppenbetreuung. Im Alter von 53 Jahren erhielt sie 1918 in Anerkennung ihres karitativen und künstlerischen Werks den Order of the British Empire.
Nach dem Stummfilm Colonel Newcombe, the Perfect Gentleman (1920) von Fred Goodwins konzentrierte sich May Whitty in den 1920er Jahren verstärkt auf ihre Theaterkarriere. Ab den 1930er Jahren feierte die britische Schauspielerin auf dem New Yorker Broadway große Erfolge. Nach einer Nebenrolle in John Van Drutens Drama There’s Always Juliet (1932) erschien sie ab 1936 in dem Stück Night Must Fall am Ethel Barrymore Theatre. Den Part der zänkischen Invalidin Mrs. Bramson, die den Reizen eines zwielichtigen jungen Mannes erliegt, spielte Whitty auch 1937 in der gleichnamigen Filmversion von Richard Thorpe. Für ihr Debüt im Tonfilm und ihren ersten US-amerikanischen Film erhielt sie bei der Oscarverleihung 1938 eine Nominierung als Beste Nebendarstellerin, musste sich aber der US-Amerikanerin Alice Brady (In Old Chicago) geschlagen geben. Danach widmete sich May Whitty auf beiden Seiten des Atlantiks verstärkt der Arbeit beim Film. Häufig wurde sie in der Rolle der herrischen oder warmherzigen Aristokratin besetzt, sie mimte aber auch Frauen aus der britischen Arbeiterklasse wie in George B. Seitz’ Drama The Thirteenth Chair (1937), in der sie als unelegantes, falsches Medium zu sehen war.
Eine ihrer bekanntesten Rollen spielte Whitty 1938 unter der Regie von Alfred Hitchcock. In der Kriminalkomödie Eine Dame verschwindet ist sie in der Titelrolle der liebenswürdigen Miss Froy zu sehen, die während einer Zugfahrt mit einer jungen Engländerin spurlos verschwindet. Ein Jahr später verlegte sie ihren Lebensmittelpunkt in die USA und spielte fortan Rollen in Hollywood. 1943 erhielt May Whitty erneut eine Oscar-Nominierung als beste Nebendarstellerin für ihre Rolle als Lady Beldon in William Wylers Kriegsdrama Mrs. Miniver. Den Filmpreis erhielt jedoch ihre Filmkollegin Teresa Wright zugesprochen. May Whitty, die neben so bekannten Leinwandstars wie Ingrid Bergman, Charles Boyer, Joan Fontaine, Greta Garbo, Greer Garson, Cary Grant, Maureen O’Hara und Lana Turner zu sehen war, zeigte sich auch in den 1940er Jahren als aktives Mitglied in der Gemeinde Hollywoods. Neben ihrer Arbeit bei Theater und Film trat sie auch in Radioshows auf, so etwa in den Programmen Suspense, Screen Guild Theatre und The Frank Sinatra Show. Im Jahr 1945 wirkte sie aufgrund ihrer internationalen Bekanntheit in der Theateraufführung von Night Must Fall in Gregory Pecks, Dorothy McGuires und Mel Ferrers neu gegründetem La Jolla Playhouse in San Diego mit.
Von 1892 bis zu seinem Tod war May Whitty mit Ben Webster (1864–1947) verheiratet, einem Londoner Theaterproduzenten und Schauspieler, mit dem sie in Enoch Arden, erneut unter Hitchcocks Regie in Verdacht (1941) oder in dem Lassie-Film Heimweh (1943) auch gemeinsam vor der Kamera agierte. Aus der Ehe ging als einziges Kind Margaret Webster (1905–1972) hervor, eine britisch-US-amerikanische Schauspielerin und Dramatikerin. Whitty, die einmal selbst von sich behauptete: „Ich habe alles bekommen, was Betty Grable hat – nur, ich habe es länger gehabt“ (Original-Ton: „I've got everything Betty Grable has – only I've had it longer“), verstarb kurz nach Beendigung der Dreharbeiten zu John Sturges Drama The Sign of the Ram im Alter von 82 Jahren an Krebs. 1969 veröffentlichte Margaret Webster die Biografie ihrer Mutter unter dem Titel The Same Only Different.

## Filmografie (Auswahl)
- 1914: Enoch Arden
- 1915: The Little Minister
- 1920: Colonel Newcombe, the Perfect Gentleman
- 1937: Night Must Fall
- 1937: Maria Walewska (Conquest)
- 1938: Eine Dame verschwindet (The Lady Vanishes)
- 1940: A Bill of Divorcement
- 1941: Verdacht (Suspicion)
- 1942: Mrs. Miniver
- 1943: Auf ewig und drei Tage (Forever and a Day)
- 1943: Slightly Dangerous
- 1943: Liebesleid (The Constant Nymph)
- 1943: Heimweh (Lassie Come Home)
- 1943: Das zweite Gesicht (Flesh and Fantasy)
- 1943: Madame Curie
- 1943: Crash Dive
- 1944: Das Haus der Lady Alquist (Gaslight)
- 1944: Die weißen Klippen (The White Cliffs of Dover)
- 1945: Mein Name ist Julia Ross (My Name Is Julia Ross)
- 1946: Devotion [1943 gedreht]
- 1947: Taifun (Green Dolphin Street)
- 1947: Bezaubernde Lippen (This Time for Keeps)
- 1947: If Winter Comes
- 1948: The Sign of the Ram
- 1948: Ein Pferd namens October (The Return of October)

## Theaterstücke (Auswahl)
- 1908: Irene Wycherley
- 1932: There’s Always Juliet
- 1936: Night Must Fall
- 1938: Yr. Obedient Husband
- 1940: Romeo and Juliet
- 1941: The Trojan Women
- 1945: Therese

## Auszeichnungen
- 1937: National Board of Review Award für Night Must Fall (Beste Nebendarstellerin)
- 1937: Oscar-Nominierung für Night Must Fall (Beste Nebendarstellerin)
- 1943: Oscar-Nominierung für Mrs. Miniver (Beste Nebendarstellerin)